# Estado de los Estados Unidos
Los estados de los Estados Unidos de América son cada uno de los cincuenta estados federados (entidades subnacionales) de los Estados Unidos que comparten soberanía con el gobierno federal. Aunque su estatus legal es idéntico a los demás, cuatro estados (Massachusetts, Pensilvania, Virginia y Kentucky) utilizan el título oficial de «mancomunidad» (commonwealth) en lugar de estado. A causa de esta soberanía compartida, un estadounidense es un ciudadano tanto de la entidad federal como del estado en que tenga fijado su domicilio. Sin embargo, la ciudadanía estatal es muy flexible, y no requiere de ninguna aprobación gubernamental para mudarse o trasladarse entre estados (a excepción de convictos en libertad condicional).
La Constitución de los Estados Unidos asigna el poder entre los dos niveles de gobierno en términos generales. Ratificando la Constitución, cada estado transfiere ciertos poderes soberanos al gobierno federal. De acuerdo con la Décima Enmienda a la Constitución, todos los poderes no explícitamente transferidos son retenidos por los estados o el pueblo. Históricamente, las competencias en materia de educación pública, salud pública, transporte y otras infraestructuras han sido consideradas responsabilidades principalmente estatales, aunque todas tengan tanto una regulación como una financiación federal significativa.
En diversas ocasiones la constitución estadounidense ha sido enmendada, y la interpretación y la aplicación de sus provisiones ha cambiado. La tendencia general ha sido hacia la centralización, con el gobierno federal desempeñando un papel mucho más amplio cada vez que esto sucedió. Hay un debate persistente sobre los «derechos de los estados», relativo al grado y la naturaleza de los poderes y soberanía de los estados con relación al gobierno federal, y su poder sobre los individuos.

## Mapa
Este es un mapa interactivo: haz clic sobre el nombre del estado deseado para abrir su artículo.
| Estados de los Estados Unidos |
| --- |
| Océano Atlántico Océano Pacífico Golfo de México Océano Pacífico Océano Pacífico Océano Ártico Maryland DC Delaware Nueva Jersey Connecticut Rhode Island Massachusetts Nuevo Hampshire Maine Vermont Nueva York Pensilvania Virginia Occidental Virginia Carolina del Norte Carolina del Sur Georgia Florida Alabama Misisipi Luisiana Texas Nuevo México Arizona Hawái California Alaska Oregón Washington Idaho Montana Wyoming Dakota del Sur Dakota del Norte Nebraska Minnesota Iowa Wisconsin Míchigan Ohio Indiana Kentucky Tennessee Illinois Misuri Arkansas Kansas Oklahoma Colorado Utah Nevada Canadá México Bahamas Canadá Cuba |

## Estados
| Bandera | Estado              | Nombre oficial                             | Abrev. | Ingreso en la Unión                | Capital        | Ciudad más poblada (2006) | Población (2020) | Superficie (km²) | Densidad (hab./km²) |
| ------- | ------------------- | ------------------------------------------ | ------ | ---------------------------------- | -------------- | ------------------------- | ---------------- | ---------------- | ------------------- |
|         | Alabama             | State of Alabama                           | AL     | 14 de diciembre de 1819 (205 años) | Montgomery     | Birmingham                | 5 024 279        | 135 756          | 38.40               |
|         | Alaska              | State of Alaska                            | AK     | 3 de enero de 1959 (66 años)       | Juneau         | Anchorage                 | 733 391          | 1 717 854        | 0.42                |
|         | Arizona             | State of Arizona                           | AZ     | 14 de febrero de 1912 (113 años)   | Phoenix        | Phoenix                   | 7 151 502        | 295 254          | 24.22               |
|         | Arkansas            | State of Arkansas                          | AR     | 15 de junio de 1836 (189 años)     | Little Rock    | Little Rock               | 3 011 524        | 137 732          | 21.86               |
|         | California          | State of California                        | CA     | 9 de septiembre de 1850 (174 años) | Sacramento     | Los Ángeles               | 39 538 223       | 423 970          | 93.25               |
|         | Carolina del Norte  | State of North Carolina                    | NC     | 21 de noviembre de 1789 (235 años) | Raleigh        | Charlotte                 | 10 439 388       | 139 389          | 74.89               |
|         | Carolina del Sur    | State of South Carolina                    | SC     | 23 de mayo de 1788 (237 años)      | Columbia       | Charleston                | 5 118 425        | 82 932           | 61.71               |
|         | Colorado            | State of Colorado                          | CO     | 1 de agosto de 1876 (148 años)     | Denver         | Denver                    | 5 773 714        | 269 601          | 21.41               |
|         | Connecticut         | State of Connecticut                       | CT     | 9 de enero de 1788 (237 años)      | Hartford       | Bridgeport                | 3 605 944        | 14 357           | 251.16              |
|         | Dakota del Norte    | State of North Dakota                      | ND     | 2 de noviembre de 1889 (135 años)  | Bismarck       | Fargo                     | 779 094          | 183 112          | 4.25                |
|         | Dakota del Sur      | State of South Dakota                      | SD     | 2 de noviembre de 1889 (135 años)  | Pierre         | Sioux Falls               | 886 667          | 199 731          | 4.43                |
|         | Delaware            | State of Delaware                          | DE     | 7 de diciembre de 1787 (237 años)  | Dover          | Wilmington                | 989 948          | 6447             | 153.55              |
|         | Florida             | State of Florida                           | FL     | 3 de marzo de 1845 (180 años)      | Tallahassee    | Jacksonville              | 21 538 187       | 170 304          | 126.45              |
|         | Georgia             | State of Georgia                           | GA     | 2 de enero de 1788 (237 años)      | Atlanta        | Atlanta                   | 10 711 908       | 153 909          | 69.59               |
|         | Hawái               | State of Hawaii. Moku'āina o Hawai'i       | HI     | 21 de agosto de 1959 (65 años)     | Honolulu       | Honolulu                  | 1 455 271        | 28 311           | 51.40               |
|         | Idaho               | State of Idaho                             | ID     | 3 de julio de 1890 (134 años)      | Boise          | Boise                     | 1 839 106        | 216 446          | 8.49                |
|         | Illinois            | State of Illinois                          | IL     | 3 de diciembre de 1818 (206 años)  | Springfield    | Chicago                   | 12 812 508       | 149 998          | 85.41               |
|         | Indiana             | State of Indiana                           | IN     | 11 de diciembre de 1816 (208 años) | Indianápolis   | Indianápolis              | 6 785 528        | 94 321           | 71.94               |
|         | Iowa                | State of Iowa                              | IA     | 28 de diciembre de 1846 (178 años) | Des Moines     | Des Moines                | 3 190 369        | 145 743          | 21.89               |
|         | Kansas              | State of Kansas                            | KS     | 29 de enero de 1861 (164 años)     | Topeka         | Wichita                   | 2 937 880        | 213 096          | 13.78               |
|         | Kentucky            | Commonwealth of Kentucky                   | KY     | 1 de junio de 1792 (233 años)      | Frankfort      | Louisville                | 4 505 836        | 104 659          | 43.05               |
|         | Luisiana            | State of Louisiana État de Louisiane       | LA     | 30 de abril de 1812 (213 años)     | Baton Rouge    | Nueva Orleans             | 4 657 757        | 134 264          | 34.69               |
|         | Maine               | State of Maine                             | ME     | 15 de marzo de 1820 (205 años)     | Augusta        | Portland                  | 1 362 359        | 91 646           | 14.86               |
|         | Maryland            | State of Maryland                          | MD     | 28 de abril de 1788 (237 años)     | Annapolis      | Baltimore                 | 5 773 552        | 32 133           | 179.67              |
|         | Massachusetts       | Commonwealth of Massachusetts              | MA     | 6 de febrero de 1788 (237 años)    | Boston         | Boston                    | 6 177 224        | 27 336           | 225.97              |
|         | Míchigan            | State of Michigan                          | MI     | 26 de enero de 1837 (188 años)     | Lansing        | Detroit                   | 10 077 331       | 250 494          | 40.22               |
|         | Minnesota           | State of Minnesota                         | MN     | 11 de mayo de 1858 (167 años)      | Saint Paul     | Mineápolis                | 5 706 494        | 225 171          | 25.34               |
|         | Misisipi            | State of Mississippi                       | MS     | 10 de diciembre de 1817 (207 años) | Jackson        | Jackson                   | 2 961 279        | 125 434          | 23.60               |
|         | Misuri              | State of Missouri                          | MO     | 10 de agosto de 1821 (203 años)    | Jefferson City | Kansas City               | 6 154 913        | 180 533          | 34.09               |
|         | Montana             | State of Montana                           | MT     | 8 de noviembre de 1889 (135 años)  | Helena         | Billings                  | 1 084 225        | 380 838          | 2.84                |
|         | Nebraska            | State of Nebraska                          | NE     | 1 de marzo de 1867 (158 años)      | Lincoln        | Omaha                     | 1 961 504        | 200 345          | 9.79                |
|         | Nevada              | State of Nevada                            | NV     | 31 de octubre de 1864 (160 años)   | Carson City    | Las Vegas                 | 3 104 614        | 286 351          | 10.84               |
|         | Nueva Jersey        | State of New Jersey                        | NJ     | 18 de diciembre de 1787 (237 años) | Trenton        | Newark                    | 9 288 994        | 22 588           | 408.57              |
|         | Nueva York          | State of New York                          | NY     | 26 de julio de 1788 (236 años)     | Albany         | Nueva York                | 20 201 249       | 141 299          | 142.96              |
|         | Nuevo Hampshire     | State of New Hampshire                     | NH     | 21 de junio de 1788 (236 años)     | Concord        | Mánchester                | 1 377 529        | 24 216           | 56.05               |
|         | Nuevo México        | State of New Mexico Estado de Nuevo México | NM     | 6 de enero de 1912 (113 años)      | Santa Fe       | Albuquerque               | 2 117 522        | 314 915          | 6.72                |
|         | Ohio                | State of Ohio                              | OH     | 1 de marzo de 1803 (222 años)      | Columbus       | Columbus                  | 11 799 448       | 116 096          | 101.63              |
|         | Oklahoma            | State of Oklahoma                          | OK     | 16 de noviembre de 1907 (117 años) | Oklahoma City  | Oklahoma City             | 3 959 353        | 181 035          | 21.87               |
|         | Oregón              | State of Oregon                            | OR     | 14 de febrero de 1859 (166 años)   | Salem          | Portland                  | 4 237 256        | 254 805          | 16.62               |
|         | Pensilvania         | Commonwealth of Pennsylvania               | PA     | 12 de diciembre de 1787 (237 años) | Harrisburg     | Filadelfia                | 13 002 700       | 119 283          | 109.08              |
|         | Rhode Island        | State of Rhode Island                      | RI     | 29 de mayo de 1790 (235 años)      | Providence     | Providence                | 1 097 379        | 4002             | 274.20              |
|         | Tennessee           | State of Tennessee                         | TN     | 1 de junio de 1796 (229 años)      | Nashville      | Memphis                   | 6 910 840        | 109 151          | 63.31               |
|         | Texas               | State of Texas                             | TX     | 29 de diciembre de 1845 (179 años) | Austin         | Houston                   | 29 145 505       | 695 621          | 41.89               |
|         | Utah                | State of Utah                              | UT     | 4 de enero de 1896 (129 años)      | Salt Lake City | Salt Lake City            | 3 271 616        | 219 887          | 14.87               |
|         | Vermont             | State of Vermont                           | VT     | 4 de marzo de 1791 (234 años)      | Montpelier     | Burlington                | 643 077          | 24 901           | 25.82               |
|         | Virginia            | Commonwealth of Virginia                   | VA     | 25 de junio de 1788 (236 años)     | Richmond       | Virginia Beach            | 8 631 393        | 110 785          | 77.91               |
|         | Virginia Occidental | State of West Virginia                     | WV     | 20 de junio de 1863 (161 años)     | Charleston     | Charleston                | 1 793 716        | 62 755           | 28.58               |
|         | Washington          | State of Washington                        | WA     | 11 de noviembre de 1889 (135 años) | Olympia        | Seattle                   | 7 705 281        | 184 665          | 41.72               |
|         | Wisconsin           | State of Wisconsin                         | WI     | 29 de mayo de 1848 (177 años)      | Madison        | Milwaukee                 | 5 893 718        | 169 639          | 34.74               |
|         | Wyoming             | State of Wyoming                           | WY     | 10 de julio de 1890 (134 años)     | Cheyenne       | Cheyenne                  | 576 851          | 253 336          | 2.27                |

## Relación legal

### Unión como una sola nación

Estados de los EE. UU. por fecha de constitución como estado.
1776-1790
1791-1799
1800-1819
1820-1839
1840-1859
1860-1879
1880-1899
1900-1950
1950-2024

Tras la adopción de los Artículos de la Confederación y la Unión Perpetua, los estados se convirtieron en una confederación, una única entidad política soberana reconocida por el derecho internacional, con el poder de declarar la guerra y mantener relaciones internacionales. En parte debido a los defectos de la Confederación, trece estados formaron en su lugar una Unión vía el proceso de ratificar la Constitución de los Estados Unidos, que entró en vigor en 1787.

### Relación entre los estados
De acuerdo con el artículo IV de la Constitución, que define la relación entre los estados, el Congreso de los Estados Unidos tiene el poder de admitir nuevos estados en la Unión. Se exige que los estados den «fe plena y crédito» a las leyes de las legislaturas y tribunales de los otros estados, lo que incluye generalmente actos como el reconocimiento de contratos legales, matrimonios, juicios criminales y —en su día— el estatuto de esclavitud. Los estados tienen prohibido discriminar a ciudadanos de otros estados con respecto a sus derechos básicos, bajo la «Cláusula de Inmunidades y Privilegios». Los estados tienen garantía de protección militar y civil por parte del gobierno federal, que también se requiere para asegurar que los gobiernos de cada estado sigan siendo una república.

### Cláusula de comercio
La Corte Suprema de los Estados Unidos ha interpretado la Constitución de los Estados Unidos en el sentido de que el artículo 1, sección 8, cláusula 3, conocida como «cláusula de comercio», tenga un amplio alcance en favor del poder federal. Por ejemplo, el Congreso puede regular el tráfico del ferrocarril a través de las fronteras estatales, pero también puede regular el tráfico de trenes únicamente dentro de un estado, basándose en la teoría que el tráfico totalmente intraestatal también puede tener un impacto en el comercio interestatal.
Otra fuente de poder del Congreso es su «poder de gasto» —la capacidad del Congreso de asignar fondos, por ejemplo al sistema interestatal de autopistas—. El sistema es encomendado y parcialmente financiado por el gobierno federal pero también sirve a los intereses de los estados. Amenazando con retener fondos para las carreteras federales, el Congreso ha sido capaz de persuadir a Legislaturas estatales de aprobar varias leyes. Aunque en el fondo esto pueda entenderse como la violación de los derechos de los estados, la Corte Suprema ha defendido la práctica como un uso permisible de la «cláusula de comercio» de la Constitución.

### Admisión de estados en la Unión

Mapa mostrando el orden en el que los 13 estados originales ratificaron la constitución y el orden en el que los demás estados fueron admitidos en la Unión.

Desde el establecimiento de los Estados Unidos, el número de estados ha aumentado de trece a cincuenta. La Constitución es bastante lacónica en lo que respecta al proceso por el cual pueden añadirse nuevos estados, únicamente que «el Congreso podrá admitir nuevos Estados en la Unión», y prohíbe la creación de nuevos estados a partir de territorios pertenecientes a otros estados o la fusión de dos o más estados sin el consentimiento del Congreso y de las Legislaturas de los estados involucrados.
En la práctica, casi todos los estados admitidos en la Unión después los trece originales se han formado a partir de Territorios de los Estados Unidos (es decir, tierras bajo la soberanía del gobierno federal de los Estados Unidos pero que no forman parte de ningún estado) que más tarde se convirtieron en Territorios organizados (recibieron cierto grado de autogobierno por parte del Congreso). En términos generales, el gobierno organizado de un territorio sabría del sentimiento de su población a favor de su conversión en estado; entonces el Congreso ordenaría al gobierno la organización de una convención constitucional para redactar una constitución estatal. Tras la aceptación de dicha constitución, el Congreso podría admitir a ese Territorio como un estado. Las líneas generales de este proceso fueron establecidas por la Ordenanza Noroeste, que precedió la ratificación de la Constitución.
Sin embargo, el Congreso es la máxima autoridad sobre el reconocimiento de nuevos estados, y no está obligado a seguir este procedimiento. Sin contar los 13 originales, solo unos pocos estados fueron admitidos en la Unión sin haber sido nunca Territorios organizados del gobierno federal:
- Vermont, una república independiente de facto no reconocida hasta su admisión en 1791.
- Kentucky, parte de Virginia hasta su admisión en 1792.
- Maine, parte de Massachusetts hasta su admisión en 1820 tras el Compromiso de Misuri.
- Texas, una república independiente reconocida hasta su admisión en 1845.
- California, creada como estado (como parte del Compromiso de 1850) a partir del territorio de Alta California de la Cesión Mexicana en 1850 sin haber sido un territorio totalmente organizado en sí.
- Virginia Occidental, creada a partir de áreas de Virginia que se reunieron en la Unión en 1863, después de la secesión de Virginia en los Estados Confederados de América en 1861.

El Congreso tampoco está obligado a admitir como estados incluso en aquellas áreas cuya población ha expresado su deseo de incorporación a la Unión. Por ejemplo, la República de Texas solicitó su anexión a los Estados Unidos en 1836, pero el temor generado por su conflicto con México retrasó su admisión nueve años. Al Territorio de Utah le fue negada su admisión en la Unión como estado durante décadas, a causa de la disconformidad con el dominio de la Iglesia de Jesucristo de los Santos de los Últimos Días en el territorio, y especialmente con la élite mormona, que por entonces practicaba la poligamia.
Una vez establecidas, las fronteras estatales han sido estables en gran parte; las únicas excepciones importantes son las cesiones por parte de Maryland y Virginia para crear el Distrito de Columbia (la parte de Virginia fue devuelta más tarde); una cesión de Georgia; expansiones de Misuri y Nevada; y las separaciones de Kentucky, Maine y Tennessee de Virginia, Massachusetts y Carolina del Norte, respectivamente.

### Secesión
La Constitución no contempla el caso de la secesión de un estado de la Unión. Los Artículos de la Confederación estipulaban que la unión inicial de las colonias «debe ser perpetua», y el preámbulo a la Constitución declara que ésta pretende «formar una unión más perfecta». En 1860 y 1861 once estados del Sur se separaron, pero volvieron a la Unión por la fuerza de las armas durante la Guerra Civil. Posteriormente, el sistema judicial federal estableció en 1869, en el Caso Texas contra White, que los estados no tienen derecho a la secesión sin el consentimiento de los otros estados. En 2013 el Gobierno de los Estados Unidos rechazó una iniciativa popular, respaldada por más de 125 000 firmas, favorable a la secesión de Texas.

### Estados con la denominaciónCommonwealth
Cuatro de los estados llevan el título formal de Commonwealth: Kentucky, Massachusetts, Pensilvania y Virginia. En estos casos es meramente una denominación histórica y no tiene ningún efecto legal. De manera algo confusa, dos territorios estadounidenses —Puerto Rico y las Islas Marianas del Norte— también se denominan Commonwealths, y sin embargo tienen un estatus legal diferente de los estados (ambos son territorios no incorporados).

### Gobiernos estatales
Los estados son libres de organizar sus gobiernos estatales en la forma que deseen, mientras se ajusten a la única exigencia de la Constitución estadounidense: que tengan «una forma republicana de gobierno». En la práctica, cada estado ha adoptado una forma de gobierno con tres poderes generalmente en la misma línea que la del gobierno federal (aunque esto no es una exigencia). No hay nada que impida a un estado adoptar un sistema parlamentario con fusión de poderes (a diferencia del sistema de separación de poderes) si así lo elige.
A pesar de que los estados han decidido seguir en líneas generales el modelo federal, hay diferencias significativas en algunos de ellos. Uno de los casos más notables es el de la Legislatura unicameral de Nebraska, que, a diferencia de las Legislaturas de los otros cuarenta y nueve estados, tiene solo una Cámara. Mientras que solo hay un presidente federal que selecciona él mismo un Gabinete, la mayor parte de estados tienen a un ejecutivo plural, con miembros del poder ejecutivo elegido directamente por la población y sirviendo como miembros igualitarios del gabinete estatal junto al gobernador. Solo unos pocos estados decidieron tener a sus líderes del poder judicial —sus jueces en los tribunales del estado— sirviendo de forma vitalicia.
Una importante diferencia entre estados es que muchos estados rurales tienen legislaturas de «media jornada», mientras los estados más poblados tienden a tener legislaturas de «jornada completa». Texas, el segundo estado más poblado, es una notable excepción a esta regla: excepto para sesiones extraordinarias, la Legislatura de Texas está limitada por ley a ciento cuarenta días naturales cada dos años. En el caso «Baker vs. Carr», la Corte Suprema estadounidense dictaminó que se requiere que todos los estados tengan distritos legislativos proporcionales a su población.

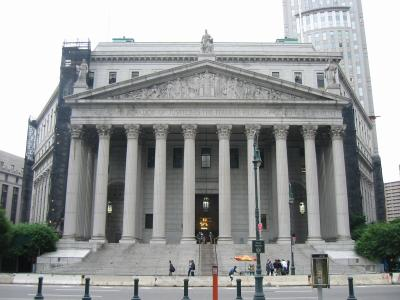
Tribunal Supremo del estado de Nueva York. A pesar de su inusual denominación, solo es un tribunal de primera instancia.

Los estados también pueden organizar sus sistemas judiciales de forma diferente a la judicatura federal, mientras el debido proceso esté garantizado. La mayoría tiene un tribunal de primera instancia, generalmente denominado Tribunal de Distrito (District Court) o Tribunal Superior (Superior Court), un tribunal de apelación de primer nivel, generalmente llamado Tribunal de Apelación (Court of Appeal) y un Tribunal Supremo (Supreme Court). Sin embargo, Texas tiene un tribunal superior separado para procesos criminales. El estado de Nueva York es célebre por su inusual terminología, donde el tribunal de primera instancia se denomina Tribunal Supremo. Así las apelaciones son vistas por el Tribunal Supremo, División de Apelaciones, y de allí pasan al Tribunal de Apelación, que es el más alto tribunal del estado. La mayor parte de los estados basan su sistema legal en el derecho inglés (con sustanciales cambios nacionales propios e incorporación de ciertas innovaciones de derecho civil), con la notable excepción de Luisiana, que toma gran parte de su sistema legal del derecho civil francés.

### Agrupamiento de los estados en regiones
Los estados pueden ser agrupados en regiones; hay interminables variaciones y agrupaciones posibles, dado que la mayor parte de estas divisiones no están definidas por fronteras geográficas o culturales obvias.  

## Estados que no fueron reconocidos
- El estado de Franklin existió durante cuatro años no mucho después del final de la Guerra de Independencia de los Estados Unidos, pero nunca fue reconocido por la Unión, que finalmente admitió la reclamación de soberanía de Carolina del Norte sobre el área. La mayoría de los estados quiso reconocer al de Franklin, pero el número de estados a favor no fue suficiente para obtener la mayoría de dos tercios requerida para admitir un territorio como estado de la Unión conforme a los Artículos de la Confederación. El territorio que comprendía Franklin posteriormente se convirtió en parte del estado de Tennessee.

- El 24 de julio de 1859, la propuesta de formación del estado de Jefferson en las Montañas Rocosas del Sur fue derrotada en las urnas. En cambio, el 24 de octubre de 1859, los votantes aprobaron la formación del Territorio de Jefferson, que fue reemplazado por el Territorio de Colorado el 28 de febrero de 1861. En 1941, se propuso un segundo estado de Jefferson en el área sobre todo rural del sur de Oregón y el norte de California. Esta propuesta se ha vuelto a realizar en varias ocasiones desde entonces.

- Estado de Lincoln.
  - El estado de Lincoln es otro estado que ha sido propuesto en múltiples ocasiones a lo largo de los años. Consiste generalmente en la parte este del estado de Washington y el panhandle o porción del norte de Idaho. Propuesto inicialmente por Idaho en 1864 incluyendo solo la porción de Idaho y otra vez en 1901 incluyendo el este de Washington. Se produjeron nuevas propuestas en 1996, 1999 y 2005.
  - Lincoln también fue el nombre de una fracasada propuesta estatal realizada después de la guerra civil estadounidense en 1869. La sección sudoeste de Texas fue propuesta al Congreso durante el período de reconstrucción del Gobierno federal después de la guerra civil.